# Kondoa (distrikt)

Distriktet Kondoa i regionen Dodoma

Kondoa är ett distrikt i den norra delen av regionen Dodoma i centrala Tanzania. Distriktet har 470 581 invånare (2007) på en yta av 13 210 km². Administrativ huvudort är staden Kondoa, med lite över 20 000 invånare. 
I distriktet finns ett område som är rikt på klippmålningar. Detta område, som är drygt 2 336 km², ligger på berget Masais östra sluttning och blev 2006 ett världsarv, se Klippmålningarna i Kondoa